# Albert Valentin (rugby à XV)
Ne doit pas être confondu avec Albert Valentin.
Pour les articles homonymes, voir Valentin.
Pas d'image ? Cliquez ici

a Compétitions nationales et continentales officielles uniquement.

Dernière mise à jour le 20 août 2023.
Albert Valentin, né le 29 septembre 1988, est un joueur français de rugby à XV qui évolue au poste d'ailier.